# Ханс Раймунд
Ханс Раймунд (на немски: Hans Raimund) е австрийски поет, преводач и есеист

## Биография
Ханс Раймунд е роден през 1945 г. в общността Петцелсдорф, провинция Долна Австрия. Детството и младостта му преминават във Виена, където завършва гимназия и следва музика, англицистика и германистика във Виенския университет.
От 1972 до 1984 г. преподава в гимназия, в училището на Рудолф Щайнер във Виена и във „Vienna International School“.
От 1982 до края на 1985 г. е в редакторската колегия на литературното списание „дас пулт“ в Санкт Пьолтен.
От 1984 до 1997 г. е учител в „United World College of the Adriatic“ в италианския град Дуино, провинция Триест,
След 1997 г. живее като писател и преводач на свободна практика във Виена и в провинция Бургенланд.
Превежда художествена литература от английски, френски и италиански. Негови творби са преведени на италиански и други езици.
Раймунд е женен и има една дъщеря.

## Награди и отличия
- 1982: Anerkennungspreis des Landes Niederösterreich
- 1984: Förderungspreis des Landes Niederösterreich
- 1984: Staatsstipendium des Bundesministeriums für Unterricht und Kunst für Literatur
- 1992: Wystan-Hugh-Auden-Übersetzerpreis
- 1994: „Награда Георг Тракъл“ (за поезия)
- 1995: Projektstipendium des Bundesministeriums für Unterricht und Kunst 1995/96
- 1998: Würdigungspreis des Landes Niederösterreich
- 2002: BEWAG-Literaturpreis
- 2002: Premio Città di Ascoli Piceno
- 2003: Fellow of the Bogliasco Foundation
- 2004: „Награда Антон Вилдганс“
- 2005: Werkzuschuss aus dem Jubiläumsfond der Literar-Mechana
- 2005: Arbeitsstipendium des Burgenlandes für Paliano/Italien
- 2006: Silbernes Verdienstzeichen des Landes Wien
- 2010: Würdigungspreis (Literatur) der Burgenlandstiftung Theodor Kery
- 2010: Premio Letterario „Val Di Comino“ (Sezione Traduzione)
- 2012: Fellow of the Bogliasco Foundation
- 2012: Arbeitsstipendium des Landes Niederösterreich in Paliano/Italien
- 2014: Ehrenmitglied Austrian Studies Association
- 2014: Ernannt zum Mitglied der Europäischen Akademie der Wissenschaften und Künste[1]
- 2015: Berufstitel Professor
- Buchprämien 1983, 1989, 1992, 2004, 2014
- Übersetzerprämie 1994